# 撒儿塔台
撒儿塔台，元世祖時蒙古族起事首领。
元世祖中后期，漠北草原成为元朝朝廷和窝阔台汗国海都长期对峙作战的区域，驿站劳役沉重。至元二十六年（1289年）十二月，撒儿塔台和阔阔台在杭海（今蒙古国杭爱山）率众起事，夺取三处驿站，俘获驿站专事盘查来往使臣的官员脱脱禾孙，断绝驿道。贵赤卫亲军都指挥使司达鲁花赤康里明安所领军队讨剿，将其击败，溃逃。次年又有布四麻、当先别乞失率众反元。